# Kartica QSL
QSL kartica je kartica s katero radioamater potrdi opravljeno radijsko zvezo v fizični obliki. Ime je izpeljano iz radiotelegrafske kode QSL, ki pomeni potrditev sprejema sporočila. 
Sprednja stran kartice je poljubna in vsebuje poljubno sliko s klicnim znakom pošiljatelja. Zadnja stran kartice pa je podobna pri vseh karticah, mora pa vsebovati sledeča polja: 
- klicni znak prejemnika QSL kartice,
- datum in uro zveze ki jo potrjujemo,
- frekvenčni pas
- način vzpostavitve zveze in "RST" - ocena kakovosti sprejema zveze
- zaželen je tudi QTH lokator za določitev lokacije pošiljatelja

Ob teh poljih so lahko še dodatna, neobvezna polja. Na zadnji strani je običajno napisan tudi poštni naslov pošiljatelja karice. Po priporočilih Mednarodne radioamaterske zveze IARU je velikost QSL kartice 9 × 14 cm. Za pošiljanje QSL kartic po svetu skrbijo QSL biroji, ki jih vodijo zveze radioamaterjev po posameznih državah.